# Amparo Ochoa
María Amparo Ochoa Castaños, (Costa Rica, Sinaloa, 29 de septiembre de 1946 - Culiacán, 8 de febrero de 1994)más conocida como Amparo Ochoa o "La voz de México", fue una maestra rural y cantante de música mexicana, perteneciente a la generación de cantautores de la década de 1960, figura de la entonces naciente Nueva Canción.

## Trayectoria
Desde muy pequeña, destacó cantando en casa junto a su padre Don Chano y en los actos escolares. 
A los 19 años, en 1965 participó y ganó un concurso en su ciudad natal, con la canción llamada Hermosísimo Lucero. Desde entonces empleó la música para defender temas sociales, tanto mexicanos como del resto de Latinoamérica. 
Radicada en Culiacán, Sinaloa, se inclinó por la docencia, y fue maestra rural en La Palma, Villa Ángel Flores y Tierra Blanca, Sinaloa. En un escrito emitido por el Sindicato Nacional de Trabajadores de la Educación titulado Díez para los Maestros se hace alusión precisamente a su labor como docente sin perder el espíritu de cantante, pues se menciona que durante las clases que impartía en más de alguna ocasión lo hizo cantando. Sin embargo, su hermana la convenció de dedicarse a la canción, y decidió trasladarse a la Ciudad de México en 1969. Ese mismo año ganó el primer lugar en el Concurso de Aficionados de la XEW. Poco después se inscribió en la Escuela Nacional de Música de la UNAM.
Desde entonces, su canto trataba sobre la vida, por las causas sociales, por los obreros, por los estudiantes y por acabar con las diferencias sociales. Amparo cantaba en la Universidad, en la Casa del Lago, en los bares, en las cafeterías, y en las primeras peñas de la época.
Alcanzada la popularidad, recorrió todo México y Latinoamérica, Estados Unidos, Europa y el Caribe, llevando su mensaje a través de la música y convirtiéndose así en «La voz de México».

## Obras
En 1971 grabó su primer LP De la mano del viento con RCA, y en 1974 grabó un disco en solidaridad con el pueblo chileno tras el golpe de Estado de 1973, que derrocó al presidente chileno Salvador Allende. Varios años después, en los años 1990, estuvo de visita en Chile, con ocasión del retorno a la democracia tras el término de la dictadura militar de Augusto Pinochet.
En tanto que folclorista, destacan temas en los que se relata la fuerza de las conquistas sociales del pueblo mexicano. Su interpretación de La maldición de Malinche, obra de Gabino Palomares es una muestra significativa de su forma de interpretar el folclore. Otra de sus singulares interpretaciones de “La mujer de la voz rebelde” es «Por medio de la lectura».
Amparo Ochoa falleció a los 48 años por cáncer de estómago. Tuvo dos hijos, Isaac y María Inés; esta última decidió, como su madre, dedicarse al canto.

## Discografía
Se le conocen 21 discos con temas de lucha, nacionalismo y temas folclóricos.
- 1971: De la mano del viento
- 1973: Cancionero de la Intervención Francesa
- 1978: Yo pienso que a mi pueblo
- 1974: El cancionero popular (con Los Folkloristas)
- 1981: El cancionero popular, vol. 2 (con Los Morales)
- 1983: Amparo Ochoa canta con los niños
- 1983: Abril en Managua
- 1983: Amparo Ochoa canta trova y algo más de Yucatán
- 1983: Corridos y canciones de la revolución mexicana
- 1985: Mujer
- 1986: El cancionero popular, vol. 3 (con Zazhil)
- 1986: Zazhil y Amparo Ochoa en Holanda
- 1986: Vamos juntos
- 1986: Y la canción se hizo... Bolero
- 1987: Tengo que hablarle
- 1990: Amparo Ochoa, Óscar Chávez, Los Morales en Holanda
- 1992: A lo mestizo
- 1993: Hecho en México[9]
- 1995: Raíz viva
- 2000: Boleros
- 2006: Por siempre

### Colectivos
- 1979: 9. Festival des politischen Liedes
- 1988: 18. Festival des politischen Liedes
- 1988: Mujeres (con Betsy Pecanins y Tania Libertad)

### Colaboraciones
- 1975: La maldición de malinche (de Gabino Palomares)